# Ellen Svarre
Ellen Schmidt Svarrer (9. september 1907 i København-?) var en dansk atlet fra Mariendal som satte tre danske rekorder i diskoskast i starten af 1930'erne. Hun vandt aldrig DM, da DM for kvinder først blev indført 1944.

## Danske rekorder
- Diskoskast: 31,74 1934
- Diskoskast: 32,67 1935
- Diskoskast: 34,70 1935